# 6174 Полібій
6174 Полібій (6174 Polybius) — астероїд головного поясу, відкритий 4 жовтня 1983 року.
Тіссеранів параметр щодо Юпітера — 3,150.